# Dan Öberg
Dan "Dade" Öberg, född 21 april 1950 i Arjeplog, död 4 januari 2015 i Hedemora, var en snöskotercrossåkare som körde professionellt för Bombardier (1969-1972) och Yamaha Motor Company (1972-1974) i USA-Kanada. I USA gick han under namnet The Racing Swede eller The Flying Swede och var känd för sitt vilda körsätt. Snöskotrarna han körde var bland andra Yamaha SR och Ski-Doo Blizzard.